# Centaurea murbeckii
Centaurea murbeckii — вид квіткових рослин айстрових (Asteraceae). Ендемік Боснії і Герцеговини.